# La canción de la antorcha
La canción de la antorcha (en inglés, Torch song) es una película musical estadounidense de 1953 dirigida por Charles Walters  y protagonizada por Joan Crawford y Michael Wilding. El guion fue escrito por John Michael Hayes y Jan Lustig basándose en el relato "Why Should I Cry?" de I.A.R. Wylie, escrito en 1949 y publicado en The Saturday Evening Post. El film fue producido por Sidney Franklin, Henry Berman y Charles Schnee. La voz de Crawford en los números musicales es de India Adams.
El film se convirtió en una éxito sobre todo, gracias al número musical "Two-Faced Woman": Crawford actúa con la cara y el cuerpo pintados de negro mientras baila con un gran coro de bailarines y bailarinas, también pintados de negro. Crawford sincroniza los labios con la grabación que Adams hizo originalmente para Cyd Charisse en un número descartado de la película de 1953, "The Band Wagon". That's Entertainment III incluye un trozo de la comparativa de las dos obras.
El film marcó el regreso de Crawford a la MGM después de 10 años de ausencia. Sus grabaciones originales para la banda sonora (y que no se incluyeron en el metraje final) han sobrevivido y han sido incluidos en algunas copias domésticas.

## Argumento
Jenny Stewart (Joan Crawford) es una estrella musical de Broadway que no acepta críticas de nadie. Solo el pianista ciego Tye Graham (Michael Wilding) podrá conseguir romper la coraza bajo la cual oculta sus sentimientos. En casa de su madre, Jenny descubre un recorte de un viejo diario en el que Tye hace la reseña de uno de sus primeros espectáculos y resulta evidente que le quería. Jenny se da cuento que es amada, se acerca a Tye y se abrazan.
Graham se quedó ciego en la Segunda Guerra Mundial, pero se enamoró de Jenny cuando era un joven periodista. En el fondo, Jenny anhela un amor real y duradero pero está desencantada con hombres de su entorno como el parásito de Broadway Cliff Willard.

## Reparto
- Joan Crawford: Jenny Stewart
- Michael Wilding: Tye Graham
- Gig Young: Cliff Willard
- Marjorie Rambeau: Sra. Stewart
- Harry Morgan: Joe Denner
- Dorothy Patrick: Martha
- James Todd: Philip Norton
- Eugene Loring: Gene, el coreógrafo
- Paul Guilfoyle: Monty Rolfe
- Benny Rubin: Charles Maylor
- Peter Chong: Peter
- Maidie Norman: Anne
- Nancy Gates: Celia Stewart
- Chris Warfield: Chuck Peters

## Acogida de la crítica
Otis Guernsey Jr. en el New York Herald Tribune escribió: "Joan Crawford tiene otro de sus papeles de estrella [...[ es viva e irritable, volcánica y femenina [...] Aquí está Joan Crawford por toda la pantalla, al mando, enamorada y en color, una auténtica estrella de cine en cantidades en un espectáculo de una sola mujer cuidadosamente elaborado."

## Números musicales
1. "You're All the World to Me" – Bailarines Crawford y Walters
2. "Follow Me" – Cantada por Crawford (doblada por Adams)
3. "Two-Faced Woman" (outtake) – Cantada por Crawford (doblada por Adams)
4. "You Won't Forget Me" – Cantada por Crawford (doblada por Adams)
5. "Follow Me" (reprise) – Cantada por Render (doblada por Lee)
6. "Two-Faced Woman" – Cantada y bailada por Crawford (doblada por Adams) y el coro
7. "Tenderly" – Cantada parcialmente por Crawford junto a una grabación de Adams

## Premios y distinciones
Premios Óscar
| Año  | Categoría                          | Persona          | Resultado |
| ---- | ---------------------------------- | ---------------- | --------- |
| 1954 | Óscar a la mejor actriz de reparto | Marjorie Rambeau | Nominada  |